# Patrick Wayne
Patrick John Morrison (Los Angeles, 15 de julho de 1939) é um ator americano e segundo filho do ator John Wayne e sua primeira esposa, Josephine Alicia Saenz, Ele fez mais de 40 filmes em sua carreira, incluindo nove com seu pai. Além disso, Patrick Wayne teve um papel como anfitrião de um revival de 1990 do game show de televisão Tic-Tac-Dough e apresentou o curta "Monte Carlo Show" em 1980.

## Filmografia

### Filmes
- Rio Grande (1950) não creditado
- The Quiet Man (1952)
- The Sun Shines Bright (1953) não creditado
- The Long Grey Line (1955)
- Mister Roberts (1955)
- The Conqueror (1956) não creditado
- The Searchers (1956)
- Teenager Idol (1958) Telefilme
- The Young Land (1959)
- The Alamo (1960)
- The Comancheros (1961)
- Donovan's Reef (1963) não creditado
- McLintock! (1963)
- Cheyenne Autumn (1963)
- Shenandoah (1965)
- An Eye for an Eye (1966)
- The Green Berets (1968)
- Sole Survivor (1970) Telefilme
- Swing Out, Sweet Land (1970) Telefilme
- The Gatling Gun (1971)
- Big Jake (1971)
- The Deserter (1971)
- Movin' On (1972) (telefilme)
- Beyond Atlantis (1973)
- The Bears and I (1974)
- Mustang Country (1976)
- Yesterday's Child (1977) Telefilme
- Flight to Holocaust (1977) Telefilme
- The People That Time Forgot (1977)
- Sinbad and the Eye of the Tiger (1977)
- The Last Hurrah (1977) Telefilme
- Three on a Date (1978) Telefilme
- Texas Detour (1978)
- Rustlers' Rhapsody (1985)
- Revenge (1986) Lançado diretamente Vídeo
- Young Guns (1988)
- Chill Factor (1989)
- Her Alibi (1989)
- Deep Cover (1997)